# 领克
领克汽车是由吉利集团和沃尔沃汽车于2016年10月20日在德国柏林宣布共同合作创造的新品牌，为吉利集团的子品牌。2017年11月28日发布旗下首个型号领克01。

## 公司重整
以混动产品为主力的领克，在2024年宣布进入纯电市场。其首款纯电车型Z10采用与姊妹品牌极氪的001和007相同的吉利浩瀚架构，价格更与同为轿车的极氪007相近；但由于极氪007搭载更先进的三电系统，加上同期有多款其他品牌的轿车上市，导致领克Z10市场表现并不佳。与此同时，极氪方面亦在同年7月称不排除未来会推出混动车型，引发外界对于两品牌间内部竞争的担忧，吉利高层亦开始重视这一问题。2024年9月，吉利控股集团发布《台州宣言》，明确将进一步明晰各品牌定位，减少利益冲突与重复投资，提升集团运营效率。
2024年11月14日，吉利控股宣布对极氪、领克股权结构进行优化，以推动极氪和领克进行全面战略协同。极氪将以36亿元（人民币，下同）向吉利控股购买其所持有的领克20%的股权，以54亿元收购沃尔沃持有的30%领克股份，同时向领克再注资3.67亿元，届时其所持领克股份将达到51%。同日，沃尔沃公告确认相关交易，预计完成交易的2025年第一季度时支付70%，交易完成一年后支付剩余30%及利息。科技媒体36氪报道称，未来极氪将继续由现CEO安聪慧统筹管理；领克品牌继续存在，但团队及品牌战略将与极氪融合。

## 車款
领克品牌旗下现有多款车型，与沃尔沃汽车采用技术共享形式进行合作研发。
- 領克01
- 領克02（英语：Lynk & Co 02）
- 領克03
- 領克05（英语：Lynk & Co 05）
- 领克06（英语：Lynk & Co 06）
- 领克07（英语：Lynk & Co 07）
- 领克08（英语：Lynk & Co 08）
- 领克09（英语：Lynk & Co 09）
- 领克Z10（英语：Lynk & Co Z10）
- 领克Z20（英语：Lynk & Co Z20）

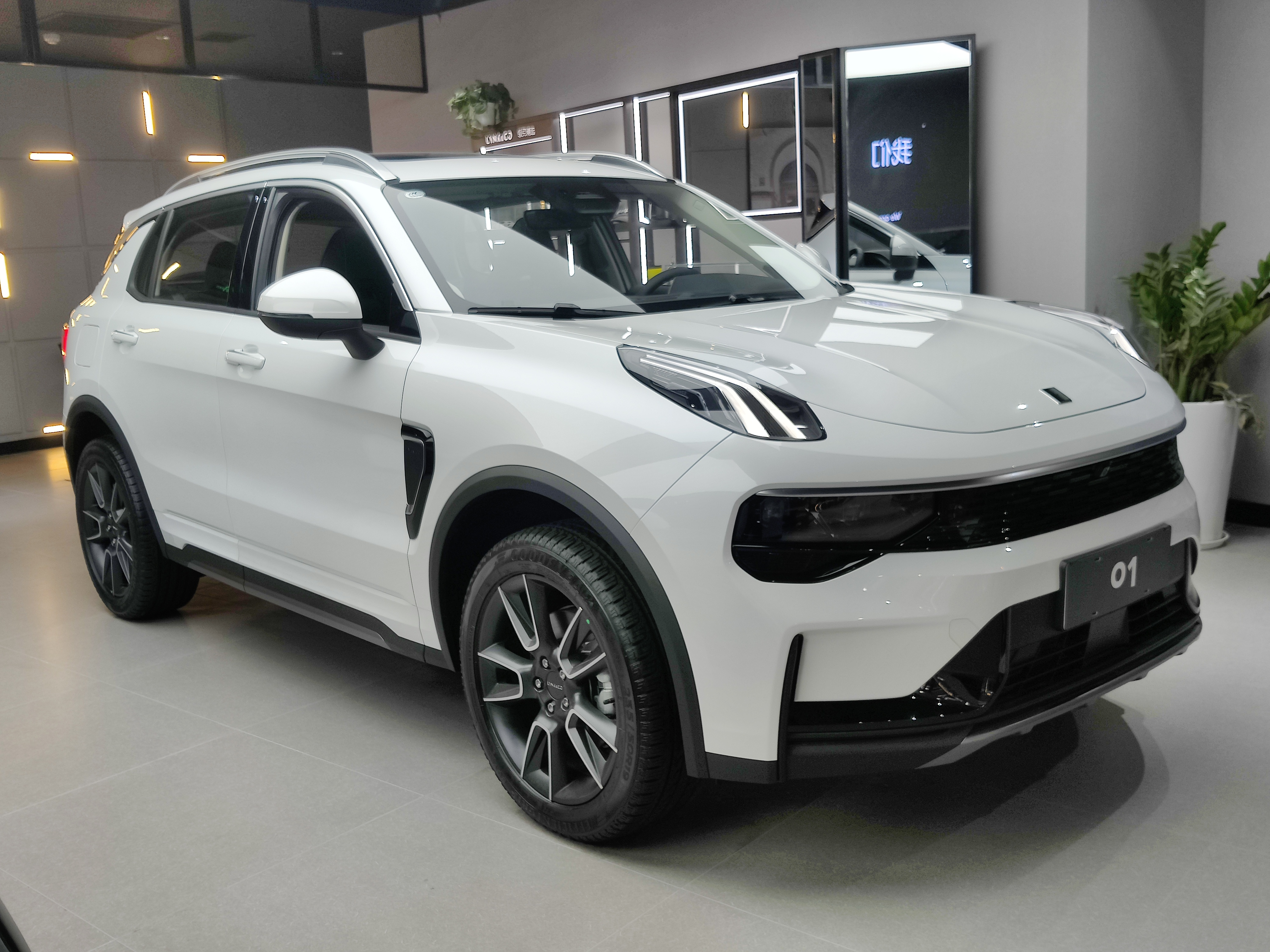
领克01
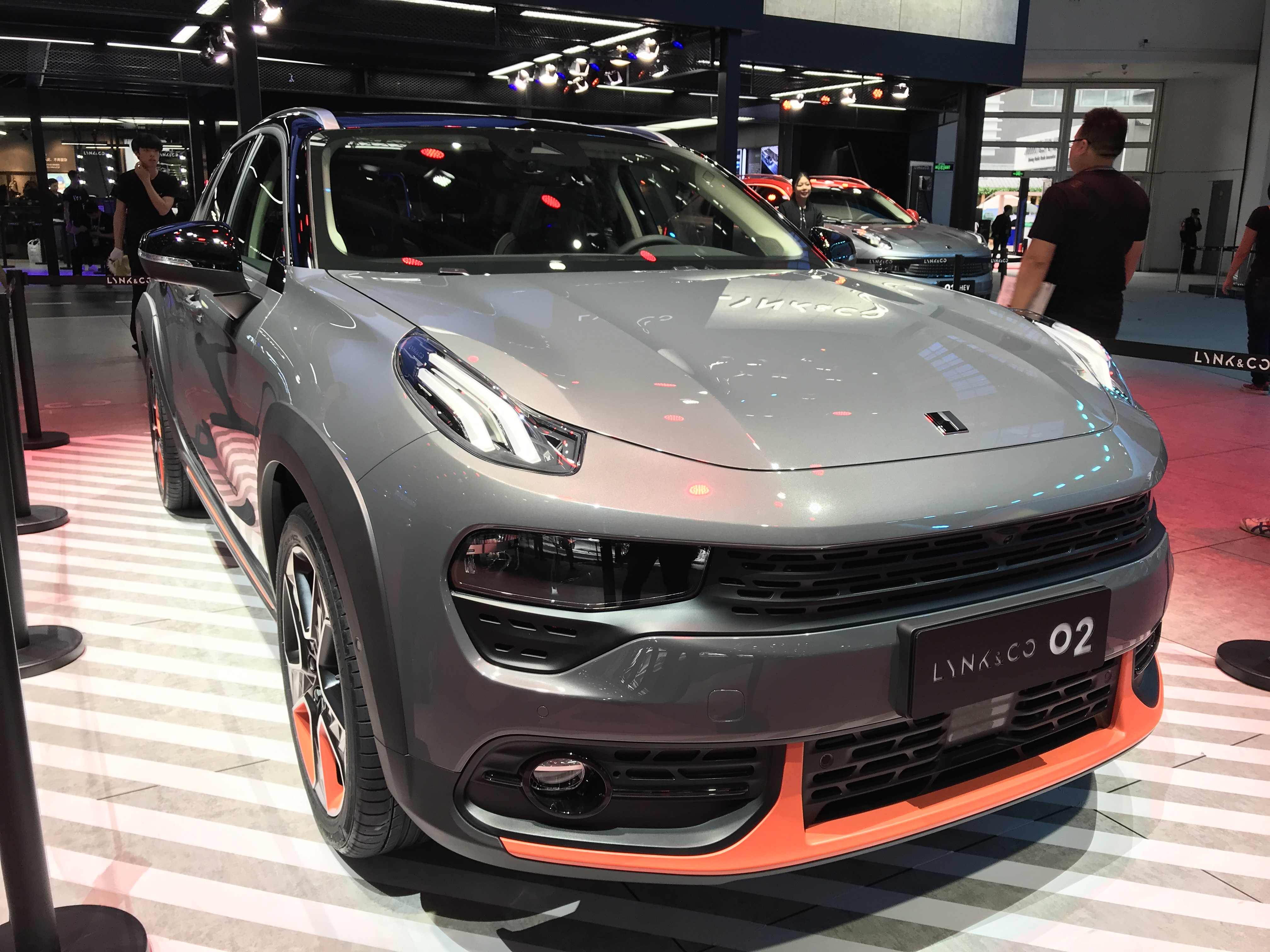
领克02
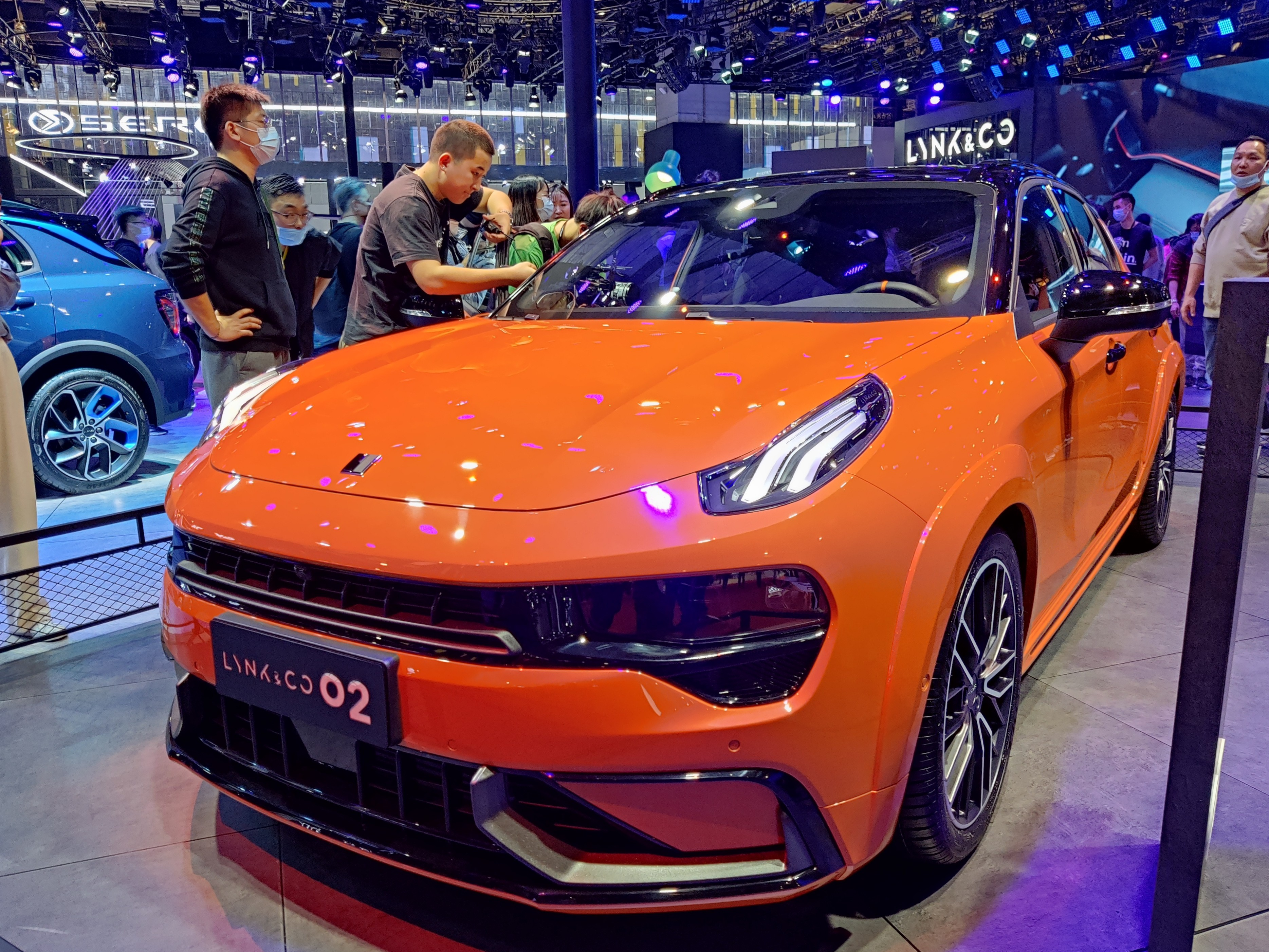
领克02 Hatchback
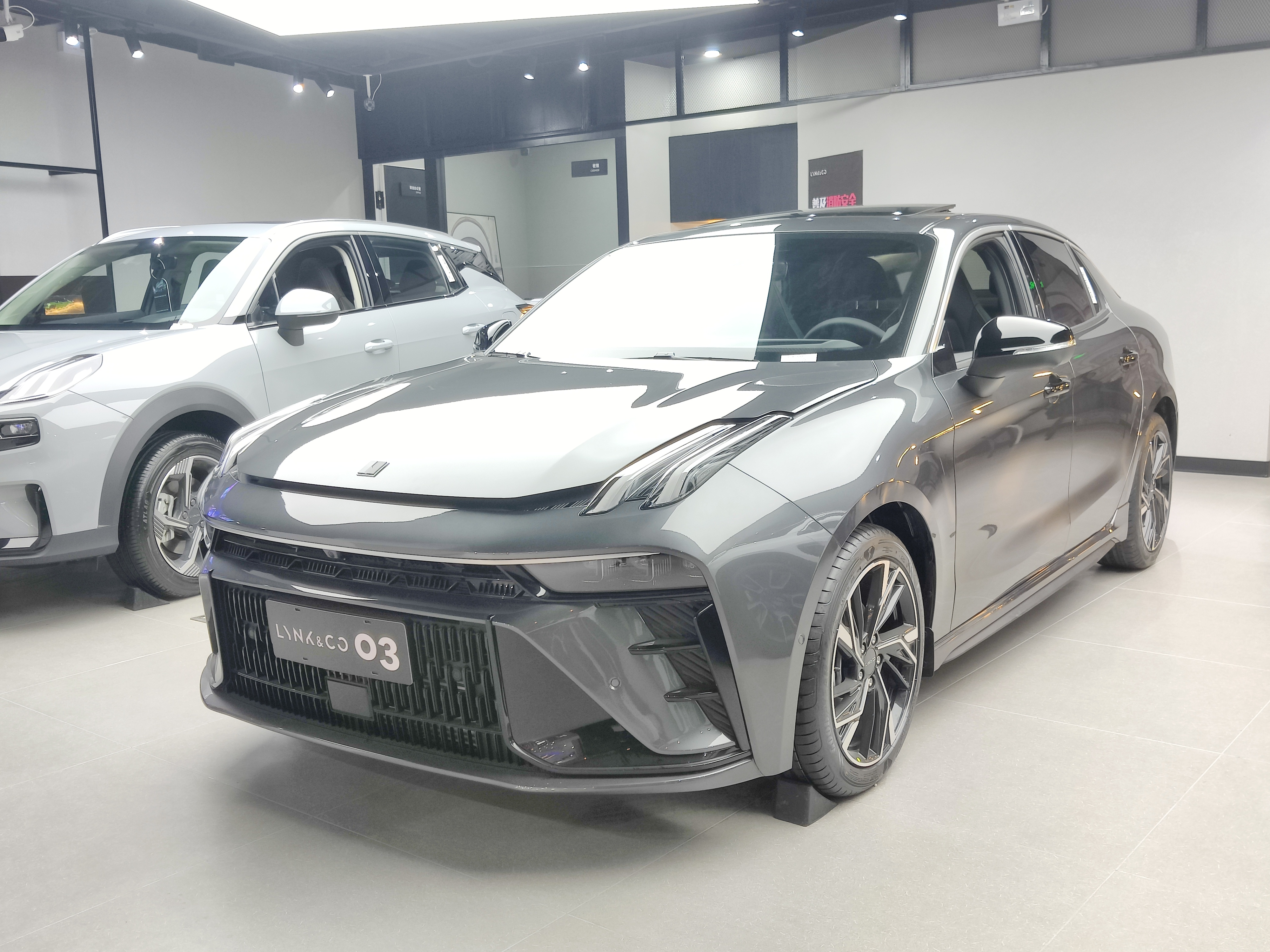
领克03
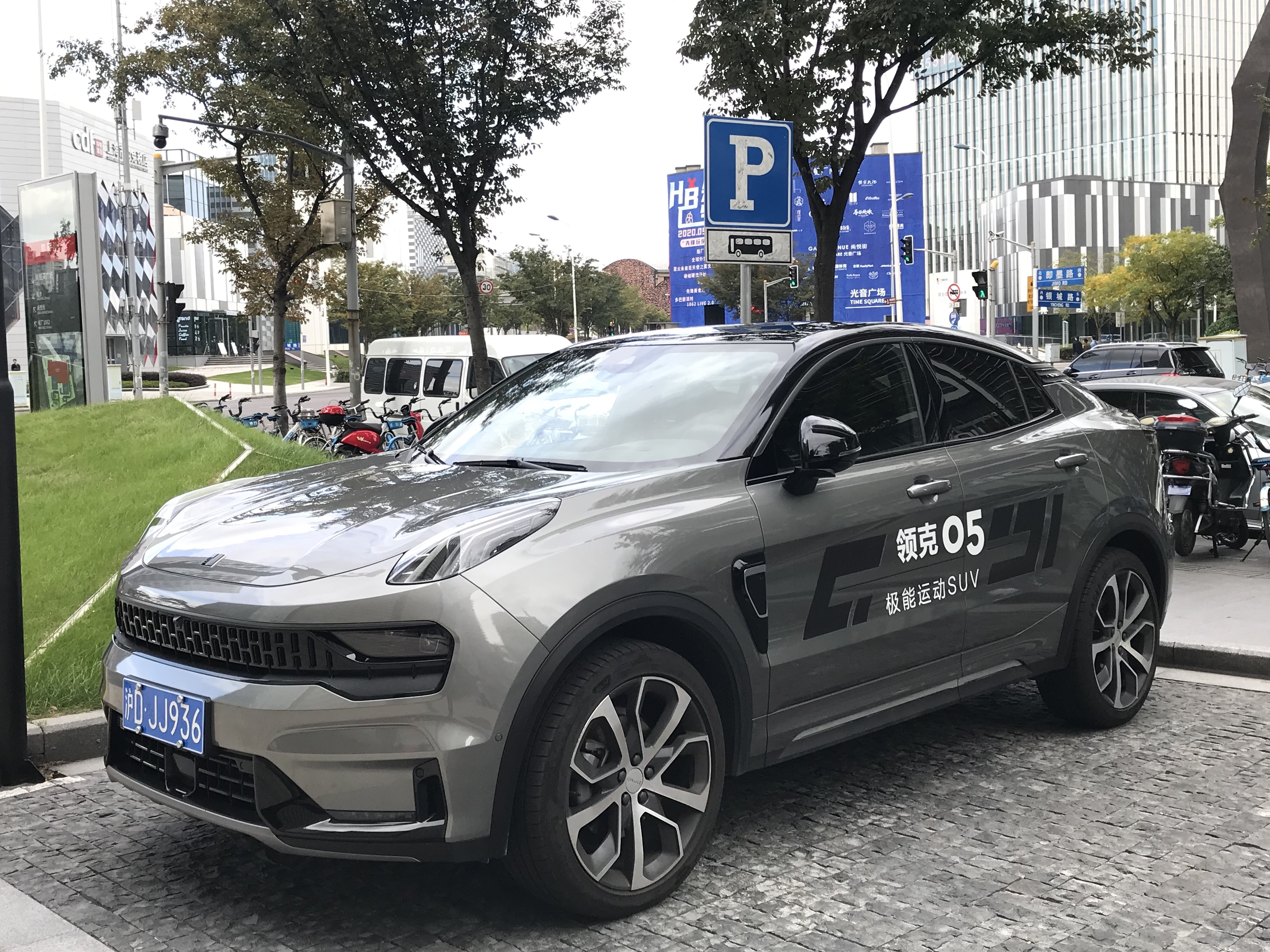
领克05
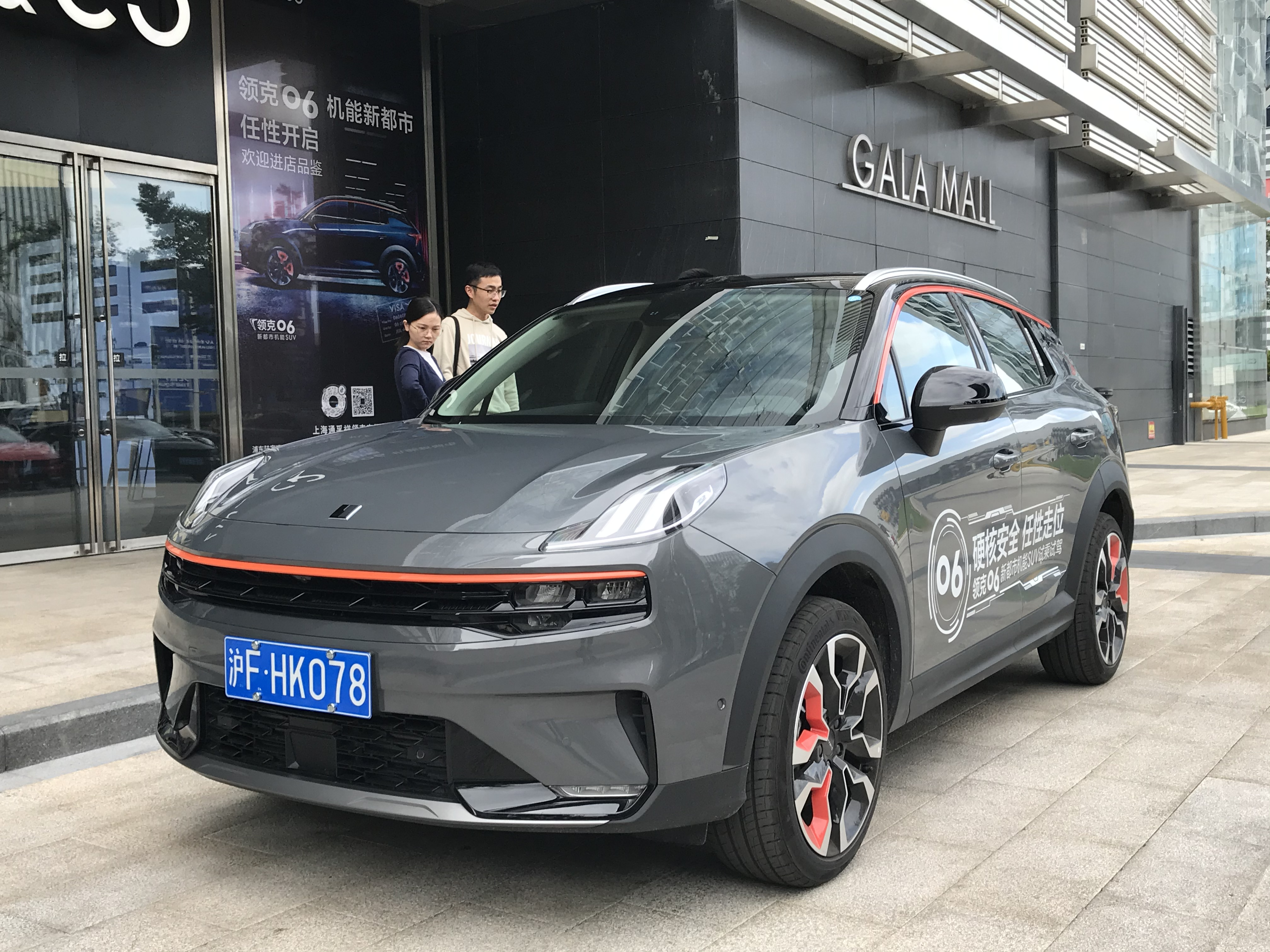
领克06
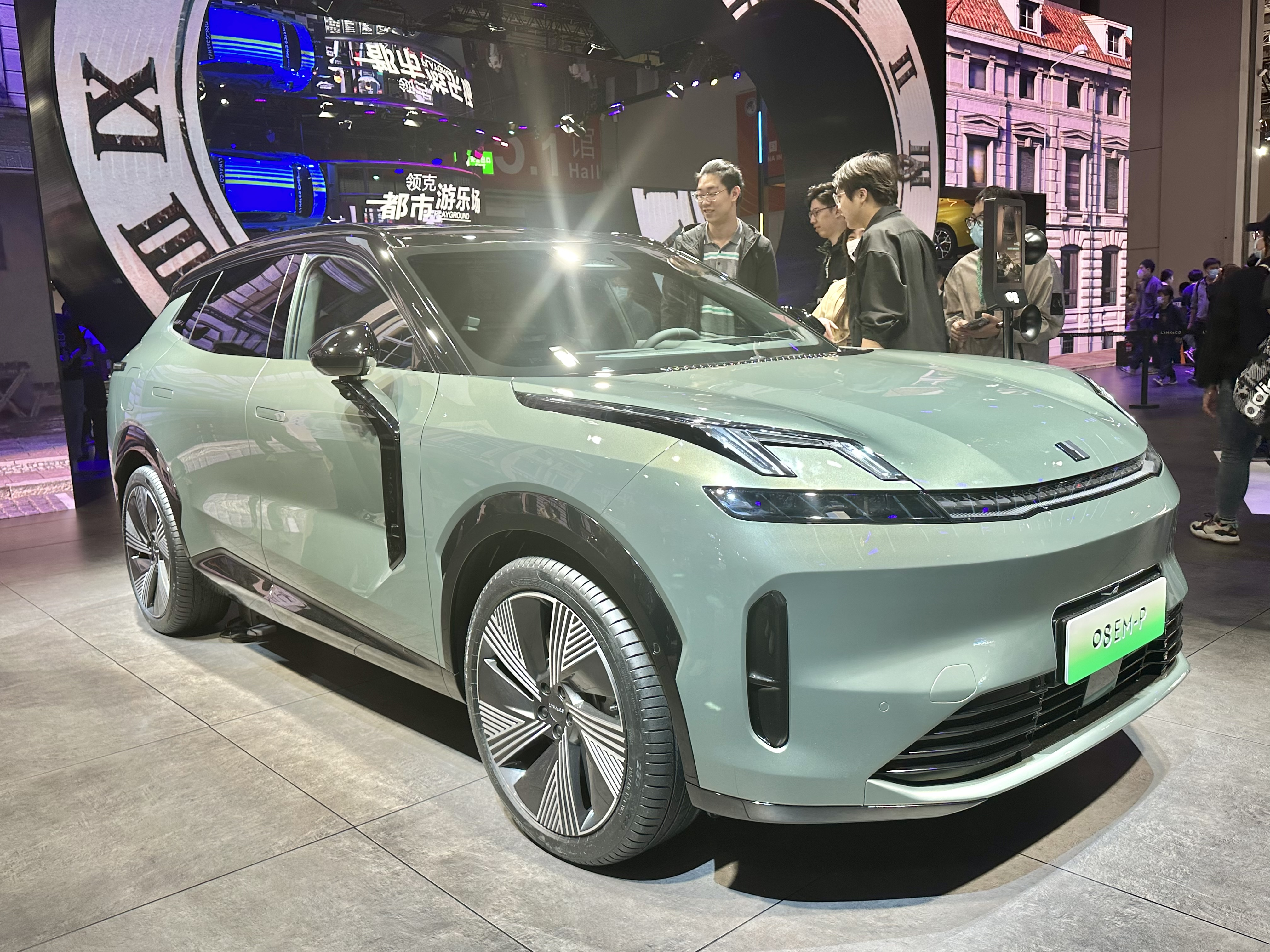
领克08
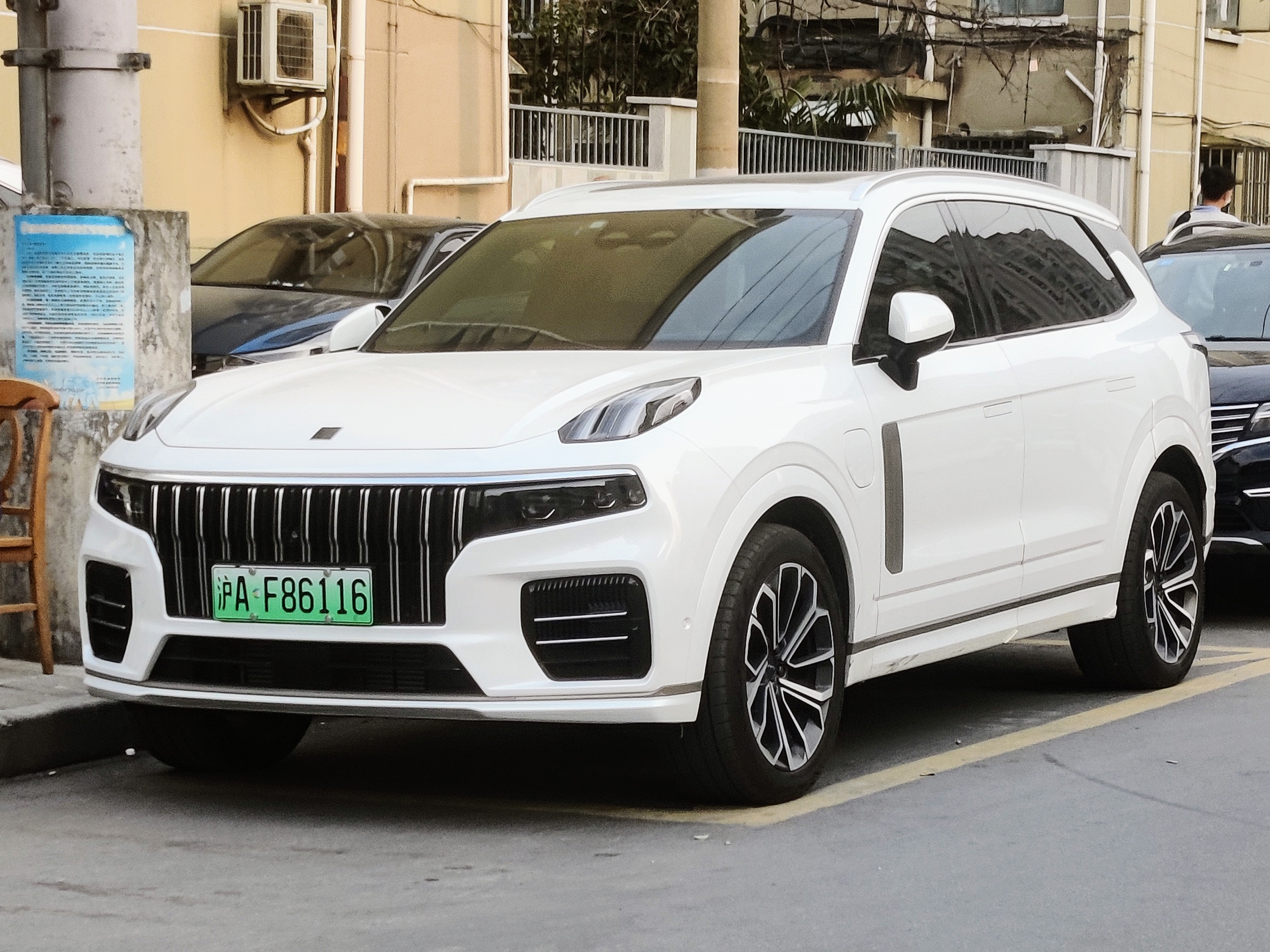
领克09

## 参加世界房車杯
2019年4月5日，领克派出旗下型号领克03的车型组建世界房車杯参赛车队，并于2019年12月13日获得世界房車杯年度总冠军。

## 争议
2024年12月13日，领克汽车车辆控制App突发异常无法使用，官方回应称云服务器出现异常波动、暂无预计恢复时间。因同时期同为吉利投资的极越汽车陷入经营困难风波，引发外界猜测和关注。